# Cystidiophorus castaneus
Cystidiophorus castaneus är en svampart som först beskrevs av Lloyd, och fick sitt nu gällande namn av Imazeki 1965. Cystidiophorus castaneus ingår i släktet Cystidiophorus och familjen Polyporaceae.   Inga underarter finns listade i Catalogue of Life.